# Шогенцуков Алі Асхадович
Шогенцуков Алі Асхадович (28 жовтня 1900 — 29 листопада 1941) — радянський кабардинский поет, письменник, основоположник кабардинської літератури. Заслужений діяч мистецтв Кабардино-Балкарської АРСР (1939).

## Життєпис
Народився в селі Кучмазукіно, нині місто Баксан Кабардино-Балкарії.
У 1914 році після закінчення сільської школи поступив в Баксанську духовну семінарію (медресе), але був виключений за організацію протесту проти рішення адміністрації звільнити Нурі Цагова (1890—1935), який викладав дисципліни кабардинською мовою. У 1915 році Шогенцуков пішов на курси з підготовки вчителів, в 1916 році за відмінні успіхи в навчанні направлений дирекцією курсів в Бахчисарай (Крим), в педагогічне училище ім. І. М. Гаспринського. У грудні 1917 року в зв'язку з революційними подіями училище було закрито, і Шогенцуков продовжив навчання в Османській імперії в константинопольському педагогічному училищі. Тут написав вірш «Нане» («Бабуся»), який став його першим поетичним твором.

У 1919 році повернувся на батьківщину. Багато років віддав педагогічній діяльності: працював учителем кабардинської мови, директором школи, інспектором райвно і облвно. Писав статті в газетах, в яких приділяв увагу кабардинській мові, освіті та вихованню підростаючого покоління. Творчість 1920-х років присвячено пропаганді культурного просвітництва народу.
З 1934 року працював у Спілці письменників республіки, займаючись виявленням і просуванням молодих письменників. За сумісництвом працював науковим співробітником Інституту національної культури Кабардино-Балкарської АРСР, беручи участь в експедиціях по збору і обробці фольклорних матеріалів.
У своїй творчості приділяв увагу історії та культурі кабардинців, адигейців і черкесів. Працював літературним консультантом Кабардинського хору.
У 1930-х роках розширюється тематика творчості, поет починає писати в жанрі сатири, приділяє велику увагу колективізації, міжнародним політичним подіям.
Коли почалася Велика Вітчизняна війна, Алі Шогенцуков написав вірші, в яких закликав співгромадян до захисту Батьківщини. Восени 1941 року відправився на війну Шогенцуков потрапив в полон. Загинув у нацистському концтаборі під Бобруйськом.